# Frutarijanstvo
Frutarijanstvo je prehrana koja se sastoji prije svega od konzumiranja raznih plodova  (voća i plodovitog povrća) te eventualno orašastih plodova i sjemenki, ali bez ikakvih životinjskih proizvoda. Voćna dijeta podliježe kritikama i zdravstvenim problemima.
Frutarijanstvo se može usvojiti iz različitih razloga, uključujući etičke, vjerske, ekološke, kulturne, ekonomske i pretpostavljene zdravstvene koristi. Voćna prehrana može povećati rizik od prehrambenih nedostataka, poput smanjenog unosa vitamina B12, kalcija, željeza, cinka, omega-3 ili proteina. Neki frutarijanci jedu samo plodove koji prirodno padnu s biljke, odnosno, biljnu hranu koja se može prikupiti bez ubijanja ili štete biljci. Zbog toga, frutarijanci za razliku od vegana ne jedu lisnato, cvjetno i korjenasto povrće (gomolji, lukovice i slično).

## Vanjske poveznice
- [neaktivna poveznica]